# Donald Ramsey Young
Donald Ramsey Young (* 5. Juli 1898; † 17. April 1977) war ein US-amerikanischer Soziologe. Er lehrte als Professor an der University of Pennsylvania und amtierte 1955 als 45. Präsident der American Sociological Association. Seit 1945 war er gewähltes Mitglied der American Philosophical Society.

## Schriften (Auswahl)
- Motion Pictures. A Study in Social Legislation. Philadelphia Westbrook Publishing, Philadelphie 1922.
- American Minority Peoples. A Study in Racial and Cultural Conflicts in the United States. Harper & Brothers, New York 1932.